# 弗洛勒爾 (堪薩斯州)
弗洛勒爾（Floral）為美國堪薩斯州考利縣的一座非建制地區。海拔高度375公尺（1,230英尺），聯邦資料處理標準代碼為20-23575，地名資訊系統編號為484491。

## 歷史
此社區的郵政局於1870年10月7日開設，1932年1月15日裁撤。
弗洛勒爾在聖路易斯-舊金山鐵路為一處裝運點。